# Malaciotis thiogramma
Malaciotis thiogramma är en fjärilsart som beskrevs av Edward Meyrick 1934. Malaciotis thiogramma ingår i släktet Malaciotis och familjen Crambidae. Inga underarter finns listade i Catalogue of Life.